# MEKO (Schiffsreihe)

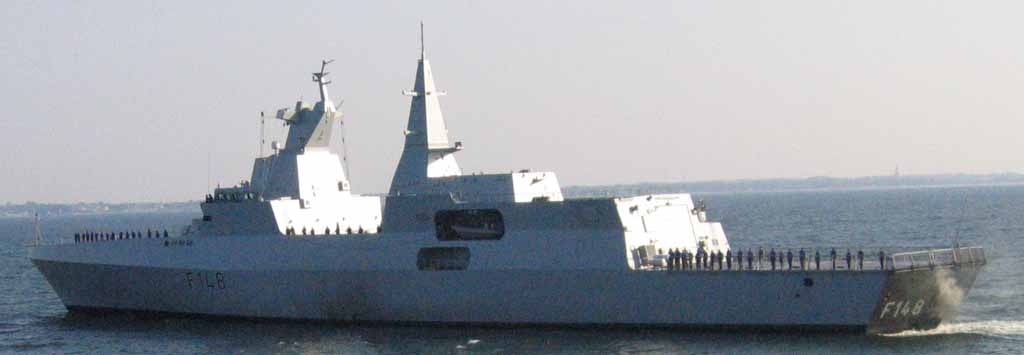
Typ MEKO A-200 SAN der südafrikanischen Marine (Valours-Klasse)

MEKO ist eine Marke der deutschen ThyssenKrupp Marine Systems für eine Reihe von Kriegsschiffen.
MEKO steht für Mehrzweck-Kombination und deutet die Modularisierungsmöglichkeiten an. Jeder potentielle Kunde kann eine an seine Bedürfnisse angepasste Mischung aus Waffensystemen, Elektronik und Baugröße auswählen. Da ähnliche Konzepte beim Bau verwendet werden, sind die Schiffe entsprechend preisgünstig.
Die MEKO-Reihe umfasst Patrouillenschiffe, Korvetten, Fregatten und kleine Zerstörer.

## Geschichte
Das MEKO-Konzept wurde in den 1970er Jahren von der Werft Blohm + Voss in Hamburg entwickelt. Die ersten Abnehmer für Schiffe der Serie MEKO 360 waren Ende der 1970er Jahre Nigeria (mit einem Schiff, der Aradu (F89)) und Argentinien mit der vier Schiffe umfassenden Almirante-Brown-Klasse.
In den 1980er Jahren kamen zahlreiche Schiffe der Klasse MEKO 200 für die Türkei hinzu, auch Portugal (Vasco-da-Gama-Klasse), Griechenland, Südafrika (Valour-Klasse) und Australien mit Neuseeland (ANZAC-Klasse) erwarben Fregatten dieser Größe.
Auch Schiffe der Deutschen Marine, wie die Braunschweig- und Sachsen-Klasse, sind an das MEKO-Design angelehnt. Dabei arbeitet ThyssenKrupp Marine Systems zum Teil sehr eng mit anderen europäischen Schiffbauern wie Royal Schelde in den Niederlanden und Izar in Spanien zusammen, um durch gleiche Ausrüstung Kosten zu sparen. Auch wird die Elektronik für die deutschen Schiffe vorwiegend in Deutschland und den Niederlanden gekauft.
Eine zukünftige Version ist die Klasse MEKO D. Die MEKO D wird eine Verdrängung von 3500 t bei einer Länge von 116 m und einer Breite von 19,6 m haben. Die Bewaffnung besteht aus 2 × 16 Zellen VLS und einem Geschütz im Kaliber 127 mm sowie acht Schiffsabwehrflugkörpern.
Eine weitere kleinere Variante ist die MEKO CSL (Combat Ship for the Littorals) mit einer Verdrängung 2750 t und einer Länge von 108,8 m und Breite 21 m und einer Geschwindigkeit von bis zu 45 kn sowie mit Tarnkappeneigenschaften. Der Rumpf besteht aus Stahl und die Aufbauten aus GFK. die Reichweite beträgt 3500 nm bei 16 kn. Als Antrieb wird das CODAG (COmbined Diesel And Gas) genutzt.
Die israelische Marine wollte eine Korvette dieses Typs mit israelischer Elektronik in Lizenz bauen. Nachdem die Aktien der Werft jedoch zu einem Großteil von einer Investorengruppe aus den Vereinigten Arabischen Emiraten aufgekauft worden waren, wurden diese Pläne aus Sicherheitsgründen aufgegeben. Im Mai 2015 hat sich die israelische Marine für den Bau von vier MEKO-A100-Korvetten entschieden. Die Schiffe der Sa’ar-6-Klasse sind in Deutschland gebaut und bis 2023 in Dienst gestellt worden. 2018 begann der Bau.
Im Januar 2016 wurde bekannt, dass Algerien zwei Fregatten vom Typ MEKO 1-200 ALG beschaffen wird. Die erste der beiden Fregatten befindet sich bereits in der See-Erprobung und soll noch im Jahr 2016, die zweite im Folgejahr abgeliefert werden. Beide entsprechen der bei TKMS (Südafrika) gebauten Fregatten vom Typ MEKO A-200 SAN.
Auch Ägypten sollte MEKO-Korvetten erhalten, welche von Saudi-Arabien finanziert würden. Der Vertrag wurde eingefroren, als Deutschland zukünftige Waffenverkäufe an Saudi-Arabien Ende Oktober 2018 stoppte.
Die neueste Variante ist das "Combat Ship for the Littorals" oder MEKO CSL. Es wurde auch als "Littoral Combatant Ship" bezeichnet, ist aber viel kleiner als das amerikanische Littoral Combat Ship (LCS). Es gab Spekulationen, dass dieses Design für Israel von Interesse sein könnte, was aber nicht der Fall war. Letztendlich entschied sich Israel jedoch für vier modifizierte Korvetten der K130 Braunschweig-Klasse, von denen die erste 2019 in Dienst gestellt werden soll. Die neue Variante wird als Korvette der Klasse Sa'ar 6 bezeichnet. Für die brasilianische Marine sollen zwischen 2025 und 2028 vier erweiterte Versionen der leichten Fregatte MEKO A-100 geliefert werden. Das Konsortium besteht aus dem deutschen Unternehmen Thyssenkrupp Marine Systems, Embraer Defense & Security und Atech, einer Tochtergesellschaft der Embraer-Gruppe. Der Bau der mehr als 100 Meter langen Schiffe ist in der Oceana-Werft in Itajaí geplant.

## Einheiten

### Realisierte oder in der Realisierung befindliche Projekte
| Typ              | Klasse            | Land                    | Anzahl          | Ablieferungs-zeitraum | Länge ü. A. (m) | Breite (m) | Tiefgang (m) | Schiffsgeschütz               | Flugabwehrsystem                       | Seeziel-flugkörper | Bild                   |
| ---------------- | ----------------- | ----------------------- | --------------- | --------------------- | --------------- | ---------- | ------------ | ----------------------------- | -------------------------------------- | ------------------ | ---------------------- |
| MEKO 360H1       | Aradu             | Nigeria                 | 1               | 1981                  | 125,80          | 15,00      | 4,30         | 127/54 Compact                | Aspide                                 | Otomat             | Aradu                  |
| MEKO 360H2       | Almirante Brown   | Argentinien             | 4               | 1983–1984             | 125,80          | 15,00      | 4,30         | 127/54 Compact                | Aspide                                 | Exocet             | ARA Sarandi            |
| MEKO 140 A16     | Espora            | Argentinien             | 6               | 1985–2002             | 91,20           | 11,00      | 3,33         | 76/62 Compact                 | –                                      | Exocet             | ARA Rosales            |
| MEKO 200TN       | Yavuz             | Türkei                  | 4               | 1987–1989             | 110,50          | 14,20      | 4,14         | Mk 45 Mod 2                   | Sea Sparrow                            | Harpoon            | TGS Turgutreis         |
| MEKO 200PN       | Vasco da Gama     | Portugal                | 3               | 1991                  | 115,90          | 14,80      | 4,10         | Französisches 100 mm Geschütz | Sea Sparrow                            | Harpoon            | NRP Corte Real         |
| MEKO 200HN       | Hydra             | Griechenland            | 4               | 1992–1998             | 117,00          | 14,80      | 4,10         | Mk 45 Mod 2                   | Sea Sparrow                            | Harpoon            | HN Spetsai             |
| Fregatte 123     | Brandenburg       | Deutschland             | 4               | 1994–1996             | 138,85          | 16,70      | 4,35         | 76/62 Compact                 | Sea Sparrow                            | MM-38 Exocet       | Mecklenburg-Vorpommern |
| MEKO 200 TN II-A | Barbaros          | Türkei                  | 2               | 1993–1997             | 116,70          | 14,80      | 4,10         | Mk 45 Mod 2                   | Sea Sparrow                            | Harpoon            | TGS Oruçreis.jpg       |
| MEKO 200 ANZAC   | ANZAC             | Australien & Neuseeland | 8 (AUS) 2 (NZL) | 1996–2004             | 118,00          | 14,80      | 4,10         | Mk 45 Mod 2                   | Sea Sparrow                            | Harpoon            | HMNZS Te Mana          |
| MEKO 200 TN II-B | Salih Reis        | Türkei                  | 2               | 1997–2000             | 118,00          | 14,80      | 4,30         | Mk 45 Mod 2                   | Sea Sparrow                            | Harpoon            |                        |
| Fregatte 124     | Sachsen           | Deutschland             | 3               | 2002–2006             | 143,00          | 17,44      | 4,86         | 76/62 Compact                 | Evolved Sea Sparrow/Standard Missile 2 | Harpoon            | Sachsen                |
| MEKO A-200 SAN   | Valour            | Südafrika               | 4               | 2003–2005             | 121,00          | 16,34      | 4,40         | 76/62 Compact                 | Umkhonto                               | MM-40 Exocet       | SAS Spioenkop          |
| MEKO 100 RMN     | Kedah             | Malaysia                | 6               | 2006–2010             | 91,10           | 12,85      | 3,40         | 76/62 Compact                 | –                                      | –                  | KD Perak               |
| Korvette 130     | Braunschweig      | Deutschland             | 5               | 2008–2013             | 88,75           | 12,80      | 3,40         | 76/62 Compact                 | RIM-116 RAM                            | RBS15              | Braunschweig           |
| Fregatte 125     | Baden-Württemberg | Deutschland             | 4               | ab 2016               | 149,50          | 18,80      | 5,00         | 127/64 Lightweight            | RIM-116 RAM Block 2                    | Harpoon            |                        |
| MEKO A-200 ALG   | Herrad-Klasse     | Algerien                | 2               | 2016–2017             | 121             | ?          | ?            | 127/64 Lightweight            | Umkhonto                               | RBS15              |                        |
| MEKO A200 EGY    |                   | Ägypten                 | 3               | 2021-2024             | 120             |            |              |                               |                                        |                    | AL-AZIZ 2651           |
| MEKO             |                   | Brasilien               | 4               | 2024-2028             | 107,2           | 15,95      | 5,2          | 76/62                         | Sea Ceptor (CAMM)                      | MM-40 Exocet       |                        |

### Nicht realisierte Projekte
| Typ        | Klasse | Land  | Anzahl | Geplante Ablieferung | Projektabbruch | Länge ü. A. (m) | Breite (m) | Tiefgang (m) | Schiffs-geschütz   | Flugabwehr-raketen          | Seeziel-flugkörper | Bild       |
| ---------- | ------ | ----- | ------ | -------------------- | -------------- | --------------- | ---------- | ------------ | ------------------ | --------------------------- | ------------------ | ---------- |
| MEKO A-100 | Gawron | Polen | 2      | ab 2011              | 2012           | 95,20           | 13,30      | 3,60         | 57 × 438 mm Bofors | Evolved Sea Sparrow/VL MICA | Harpoon            | ORP Gawron |

## Galerie

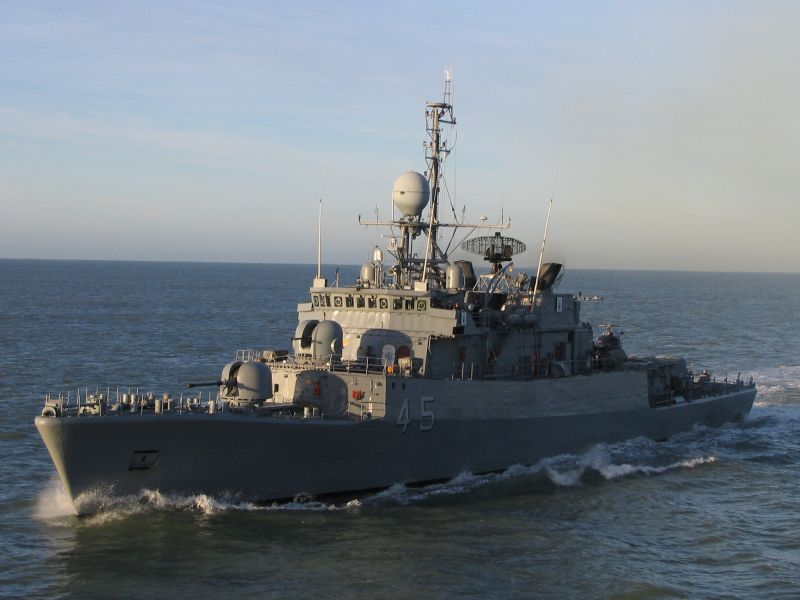
MEKO 140: ARA Robinson
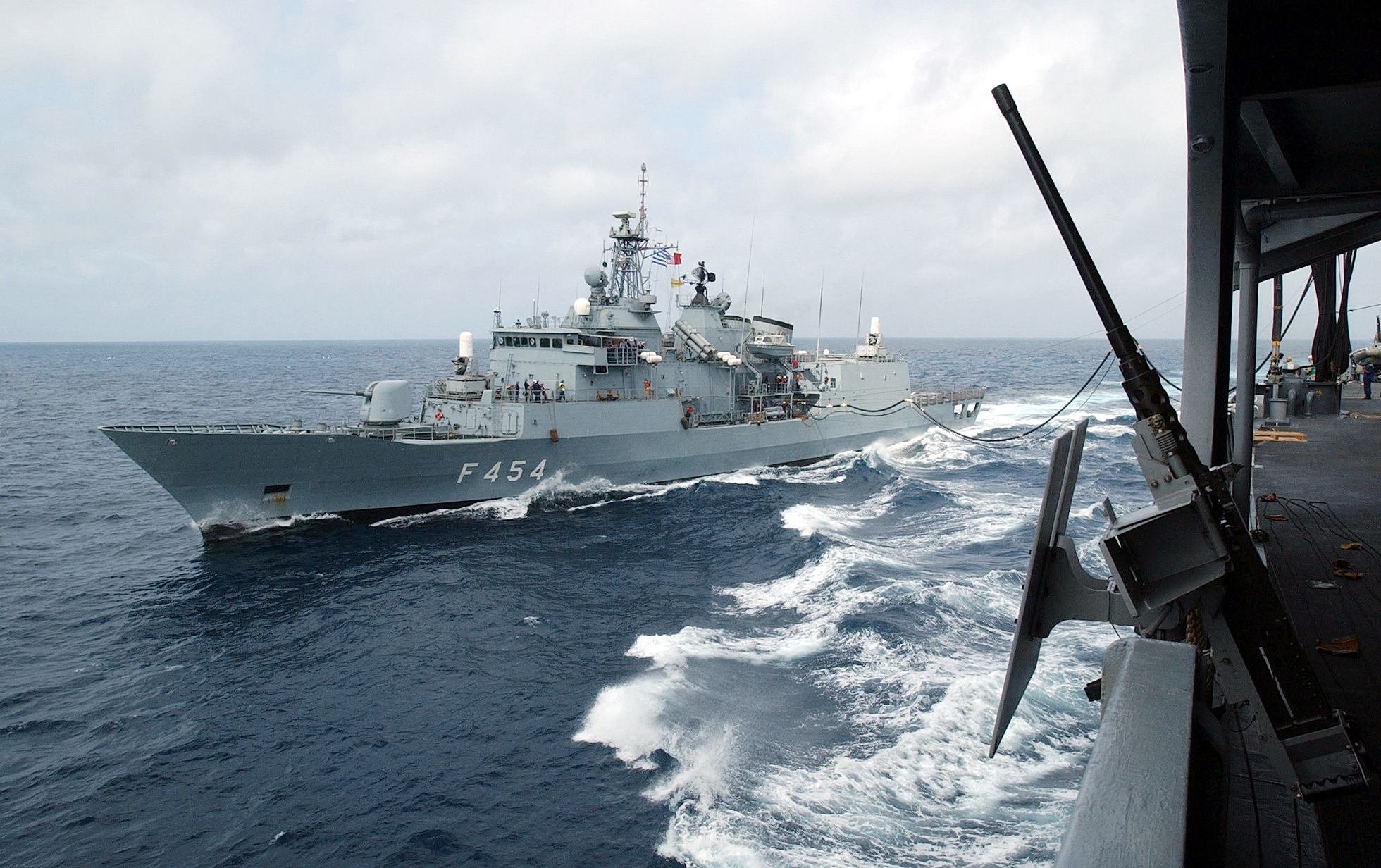
MEKO 200: HS Psara (F 454)
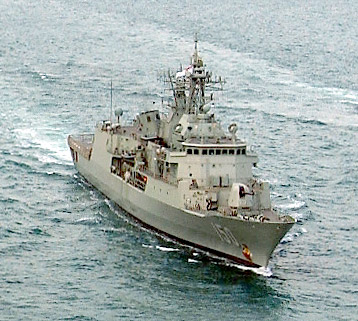
MEKO 200 NZ: HMAS Anzac (F150)
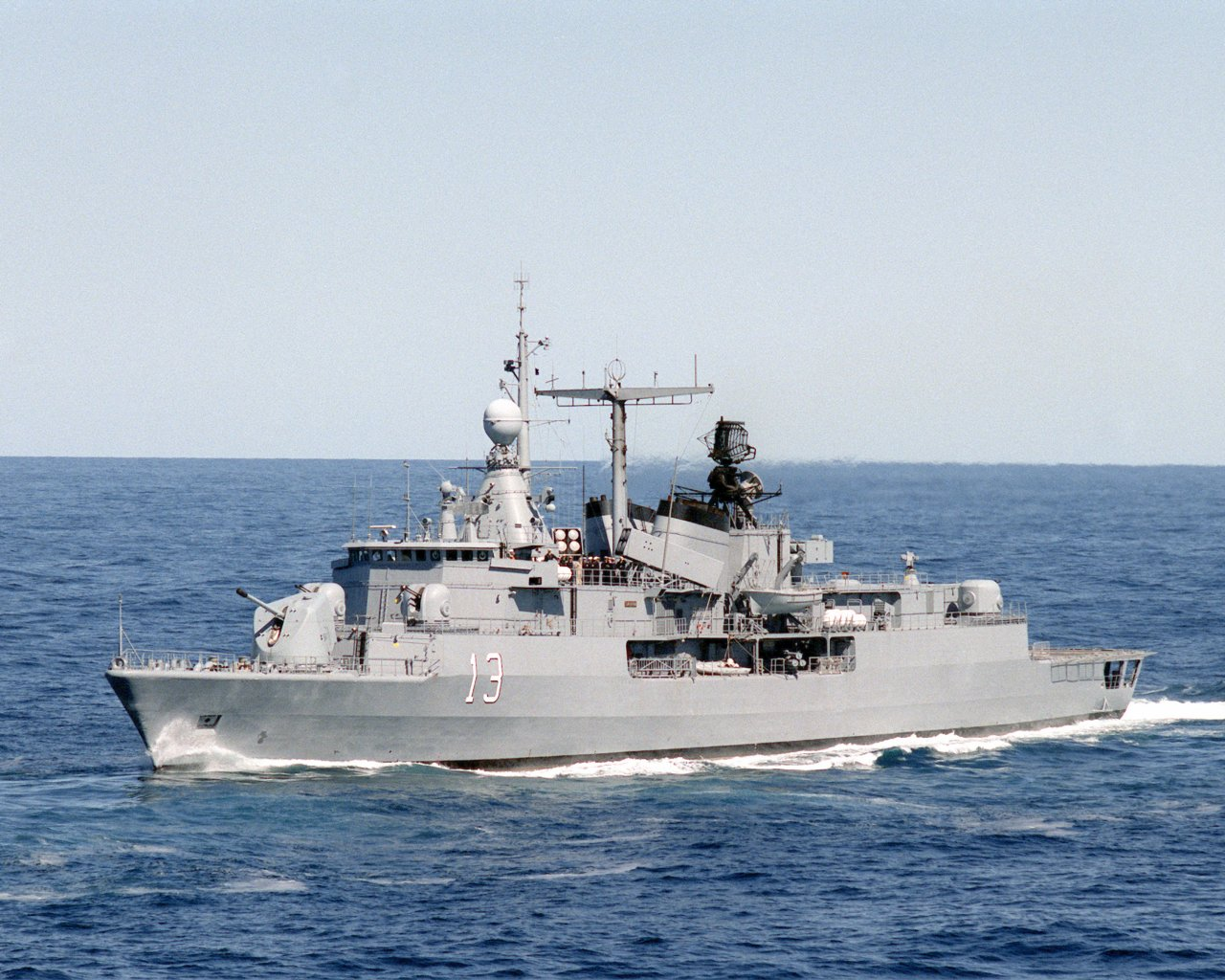
MEKO 360: ARA Sarandi (D13)
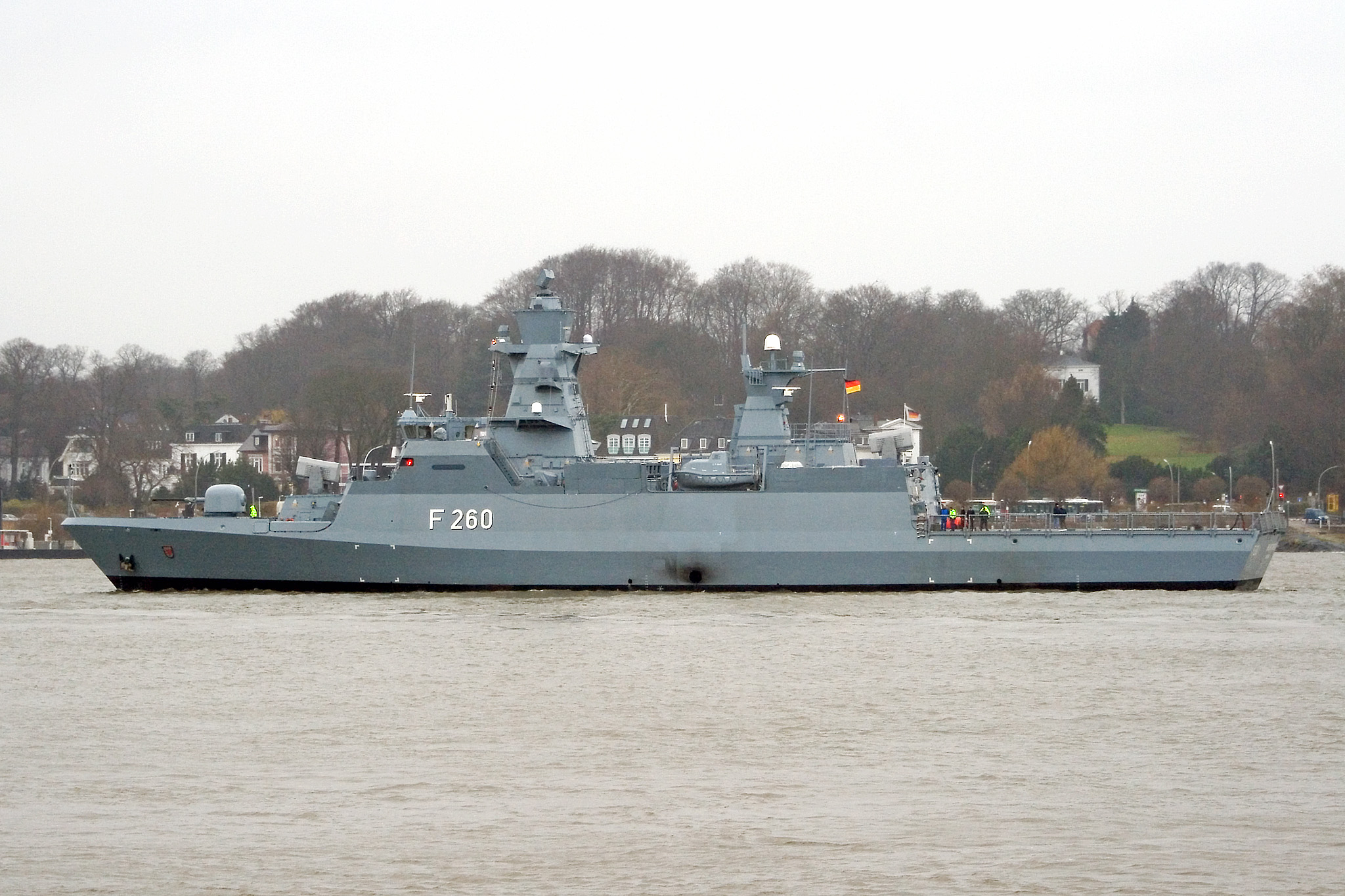
MEKO K130: Braunschweig (K130)
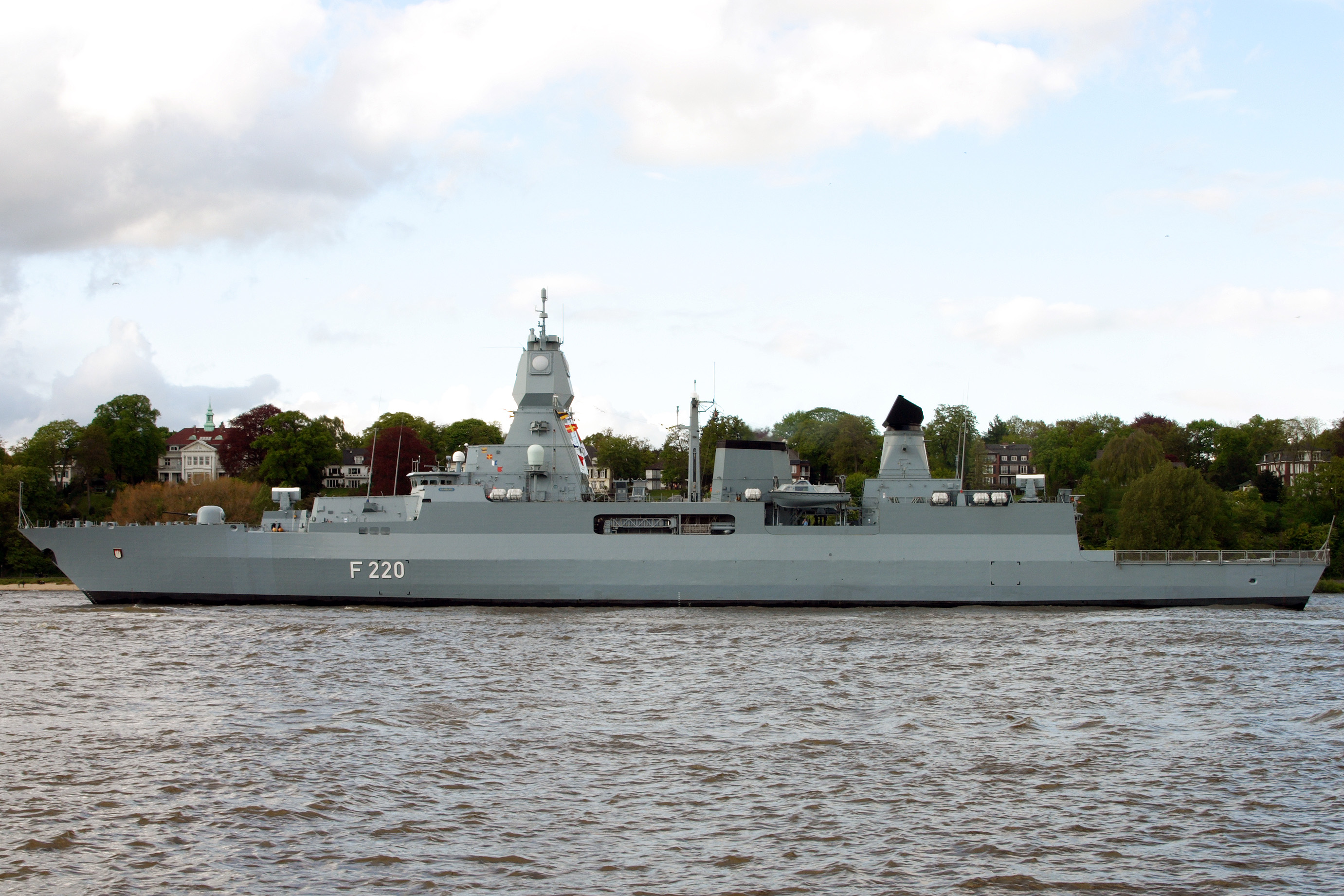
MEKO F124: Hamburg (F220)